# 공기인형
《공기인형》(空気人形 쿠키닌교[*])은 일본의 고레에다 히로카즈 감독이 제작한 영화이다. 배두나가 이 영화의 주연을 맡아 화제가 된 작품이다.

## 줄거리
오래된 아파트에 사는 중년 남성인 히데오(이타오 이츠지 분)가 소지하고 있던 공기인형 노조미(배두나 분)는 어느날 아침에 사람의 마음을 갖게 되고, 곧 거리로 나가 우연히 들리게 된 비디오 대여점 가게에서 점원 준이치(아리타 분)의 착각으로 인해 가게에서 아르바이트를 하게 된다. 노조미는 공기인형으로서 다른 이들과의 다름에 번민하고 성적대용품으로서의 자신의 존재의의에 깊은 상실감을 느낀다. 동시에 노조미는 준이치에 대해 사랑의 감정을 느끼는데, 그 마음을 숨겨오다 준이치가 노조미를 공기인형임을 알게 되면서 둘의 관계는 극적으로 발전한다. 공원에서 할아범에게 모두 너와 같다란 말을 들은 노조미는, 준이치 역시 공기인형이라 생각을 하게 되고 이는 영화가 비극적인 결말로 치닫게 되는 이유가 되고 만다.

## 출연
- 배두나
- 요 키미코
- 테라지마 스스무
- 아라타
- 이타오 이츠지
- 후지 스미코
- 호시노 마리
- 이와마츠 료
- 오다기리 조